# Mark A. Purnell
Mark Andrew Purnell est un paléontologue britannique.

## Biographie
Il s'intéresse à l'étude des poissons préhistoriques, notamment à celle des conodontes et autres agnathes fossiles. En 2016, il participe à un travail de description de l'œil des cyclostomes du Carbonifère et de l'évolution de l'œil des vertébrés.

## Publications
- (en) Purnell M.A. & von Bitter P.H., 1992. Blade-shaped conodont elements functioned as cutting teeth. Nature 359, pages 629-631.
- (en) Purnell M.A. & Donoghue, P.C.J., 1998. Architecture and functional morphology of the skeletal apparatus of ozarkodinid conodonts. Palaeontology 41, pages 57-102.
- (en) Purnell M.A., 1995. Microwear on conodont elements and macrophagy in the first vertebrates. Nature 374, pages 798-800.
- (en) Purnell M.A., 2002. Feeding in extinct jawless heterostracan fishes and testing scenarios of early vertebrate evolution. Proceedings of the Royal Society of London, Series B 269, pages 83-88.
- (en) Purnell M.A., Hart P.J. B., Baines D C. & Bell M.A., 2006. Quantitative analysis of dental microwear in threespine stickleback: a new approach to analysis of trophic ecology in aquatic vertebrates. Journal of Animal Ecology 75, pages 967-977.
- (en) Purnell M.A., Bell M.A., Baines D.C., Hart P.J.B. & Travis M.P., 2007. Correlated evolution and dietary change in fossil stickleback. Science 317, page 1887.
- (en) Donoghue P.C.J., Purnell M.A., Aldridge R.J. & Zhang S., 2008. The interrelationships of ‘complex’ conodonts (Vertebrata). Journal of Systematic Palaeontology, volume 6, numéro 2, pages 119–153, DOI 10.1017/s1477201907002234.
- (en) Gabbott S.E., Donoghue P.C.J., Sansom R.S., Vinther J., Dolocan A. & Purnell M.A., 2016. Pigmented anatomy in Carboniferous cyclostomes and the evolution of the vertebrate eye. Proceedings of the Royal Society B: Biological Sciences, 283(1836): 20161151, DOI 10.1098/rspb.2016.1151.
- (en) Clements T., Dolocan A., Martin P., Purnell M.A., Vinther J. & Gabbott S.E., 2016. The eyes of Tullimonstrum reveal a vertebrate affinity. Nature, 532(7600), pages 500–503, DOI 10.1038/nature17647.

## Récompenses
M.A. Purnell reçoit la médaille de Hinde, décernée par la Pander Society en 2006.